# Acacia nematophylla
Acacia nematophylla é uma espécie de leguminosa do gênero Acacia, pertencente à família Fabaceae.